# Ombre dal passato (film 2015)
Ombre dal passato (Broken Horses) è un film del 2015 diretto da Vidhu Vinod Chopra.
Pellicola drammatica statunitense con protagonisti Anton Yelchin, Chris Marquette e Vincent D'Onofrio.

## Trama
I due fratelli Jacob e Buddy rimangono soli al mondo dopo l'assassinio del padre, rappresentante della legge, ad opera di un criminale che non verrà mai scoperto. Buddy, affetto da ritardo mentale, viene assoldato dal boss locale come killer mentre Jacob, provetto violinista, va a vivere a New York, dove conosce una ragazza e programma con lei il matrimonio. Buddy, venuto a sapere delle prossime nozze, invita Jacob a tornare a casa per ritirare il regalo. Giunto a casa, Jacob scopre che il fratello è stato circuito dalla malavita e viene sfruttato come killer: decide quindi di portarlo via ma l'impresa non è facile.